# Gerd Heidemann
Gerd Heidemann, född 4 december 1931 i Altona i Hamburg, död 9 december 2024 i Hamburg, var en tysk journalist på tidskriften Stern.
Gerd Heidemann skrev reportage för Stern från ett antal krigsskådeplatser, som Biafra, Angola, Moçambique, Burundi, Guinea-Bissau, Uganda och Kongo-Kinshasa. Han räddade också livet på den tyske Stern-krigsreportern Randy Braumann 1970.
Heidemann köpte i januari 1973 Hermann Görings tidigare lustyacht Carin II och lade ned stora belopp på att restaurera den till 1930-talskick. Han var under fem år på 1970-talet sambo med Görings dotter Edda Göring.
Gerd Heidemann medverkade i april 1983 till att Stern publicerade Hitlers dagböcker, vilka visade sig vara förfalskade av Konrad Kujau, med Heidemann som medhjälpare i bluffen. Redan i maj samma år avslöjades att dagböckerna var förfalskningar, efter det att en teknisk undersökning hade visat att papper och bläck var tillverkade långt efter andra världskriget. Kujau och Heidemann blev senare dömda till fyra och ett halvt års fängelse. Den tyska filmkomedin Schtonk! från 1992 gjorde satir av hela affären med dagböckerna. Filmen blev en kommersiell framgång och nominerades för en Oscar för bästa utländska film.

### Om Heidemann
- Peter-Ferdinand Koch: Der Fund. Die Skandale des Stern. Gerd Heidemann und die Hitler-Tagebücher, Facta, Hamburg 1990, ISBN 3-926-82724-6
- Michael Seufert: Der Skandal um die Hitler-Tagebücher, Frankfurt a.M. 2008, ISBN 978-3-502-15119-7